# Peter Graves
Peter Aurness (18. března 1926 Minneapolis, USA – 14. března 2010 Los Angeles, USA) byl americký herec a režisér.

## Počátky
Narodil se v Minneapolis Rolfovi a Ruth Aurnessovým. Otec byl obchodníkem, matka novinářkou. Jeho rodina měla původ z Norska, Anglie a Německa. Peterův dědeček pocházel ze Skandinávie a jeho příjmení znělo původně "Aursnes", po přistěhování však si ho však pozměnil. Sám Peter později zvolil jako své umělecké jméno Peter Graves. Jeho starší bratr James Arness se také věnoval herectví a zemřel v roce 2011.
Peter v roce 1944 vystudoval Southwest High School a ke konci 2. světové války sloužil u americké armády.

## Kariéra
Před kamerou se poprvé objevil v roce 1951, konkrétně ve filmu Rogue River. Poté v následujících letech hrál v mnoha celovečerních filmech. K těm nejznámějším a nejúspěšnějším patří snímky jako Stalag 17, Lovcova noc, Za řekou je Texas, Armáda pěti mužů, Připoutejte se, prosím, Muži v černém 2 a také seriály Mission: Impossible, Vichry války, Nulová šance, Odložené případy nebo Dr. House.
Kromě herectví se věnoval i režírování a pod jeho taktovkou se natáčely některé díly seriálů Mission: Impossible a Gunsmoke.

## Ocenění
Za svou roli Jima Phelpse v seriálu Mission: Impossible byl v roce 1971 oceněn Zlatým globem. V roce 1997 byl pak oceněn i Emmy Award za moderování pořadu Biography.
Za seriál Mission: Impossible byl v následujících letech ještě několikrát nominován jak na Zlatý globus, tak na cenu Emmy.

## Osobní život
Graves byl křesťanem a v roce 1950 se oženil s Joan Endress, se kterou byl ženatý až do své smrti. Měli spolu tři dcery, Kelly Jean, Claudii King a Amandu Lee, které jim zplodily 6 vnoučat. Graves zemřel 4 dny před svými 84. narozeninami 14. března 2010 v Los Angeles na zástavu srdce.

## Filmografie

### Filmy
- 1951 - Rogue River, Up Front, Fort Defiance, Angels in the Outfield
- 1952 - The Congregation, Red Planet Mars
- 1953 - Stalag 17, War Print, East of Sumatra, Beneath the 12-Mile Reef
- 1954 - Killers from Space, The Yellow Tomahawk, The Raid, Černé úterý
- 1955 - The Long Grey Line, Robbers' Roost, Wichita, Lovcova noc, The Naked Street, Fort Yuma, The Court-Martial of Billy Mitchell
- 1956 - In Conquered the World, Hold Back the Night, Canyon River
- 1957 - Beginning of the End, Bayou, Death in Small Doses
- 1958 - Wolf Larsen
- 1959 - A Stranger in my arms
- 1965 - A Rage to Live
- 1966 - Za řekou je Texas
- 1967 - The Ballad of Josie
- 1968 - Sergeant Ryker
- 1969 - Armáda pěti mužů
- 1975 - Sidecar Racers
- 1978 - Missile X - Geheimauftrag Neutronenbombe, High Seas Hijack
- 1979 - Survival Run, The Clonus Horror
- 1980 - Připoutejte se, prosím
- 1981 - The Guns and the Fury
- 1982 - Savannah Smiles, Připoutejte se, prosím 2
- 1984 - Bláznivá mise 3
- 1987 - Číslo jedna s kulkou
- 1993 - Addams Family Values
- 2002 - Muži v černém 2
- 2003 - Looney Tunes: Zpět v akci

### Televizní filmy
- 1961 - Las Vegas Beat
- 1965 - The Eye Creatures
- 1967 - Valley of Mystery
- 1973 - Call to Danger, The President's plane is Missing
- 1974 - Scream of the Wolf, The Underground Man, Where have all the People gone?
- 1975 - Dead Man on the Run
- 1977 - SST: Death Flight
- 1978 - The Gift od the Magi
- 1979 - The Rebels, Death Car on the Freeway
- 1980 - Steve Martin: Comedy is not Pretty, The Memory of Eva Ryker
- 1981 - Three Hundred Miles for Stephanie, Best of Friends
- 1987 - If It's Tuesday, It Still Must be Belgium
- 2001 - Tři staré grácie
- 2003 - With you in Spirit
- 2010 - Jack's Family Adventure

### Seriály
- 1952 - Gruen Guild Playhouse
- 1953 - Kde je Raymond?, Schlitz Playhouse of Stars
- 1953 - 1954 - The Pepsi-Cola Playhouse
- 1953 - 1955 - Fireside Theatre
- 1954 - Biff Baker: U.S.A., Studio 57
- 1954 - 1955 - Hallmark Hall of Fame
- 1955 - TV Reader's Digest
- 1955 - 1960 - Fury
- 1956 - Studio One, Celebrity Playhouse, Cavalcade of America, Matinee Theatre, Milionář
- 1957 - Lux Video Theatre, Climax!
- 1958 - Climax!
- 1959 - Cimarron City
- 1961 - Whiplash
- 1962 - Route 66
- 1963 - The Alfred Hitchcock Hour, Kraft Suspence Theatre
- 1964 - Farmářova dcera, The Virginian, The Great Adventure
- 1965 - 1966 - Court Martial
- 1966 - Laredo, Branded, Run For Your Life, Daniel Boone, Disneyland
- 1967 - 12 O'Clock High, The F.B.I., The Invaders
- 1967 - 1973 - Mission:Impossible
- 1968 - Premiéra
- 1969 - The Red Skelton Show
- 1970 - The Tim Conway Comedy Hour
- 1978 - Loď lásky
- 1978 - 1983 - Fantasy Island
- 1979 - Buck Rogers in the 25th Century
- 1980 - Matt a Jenny, Loď lásky
- 1981 - Simon & Simon
- 1983 - Vichry Války
- 1984 - To je vražda, napsala
- 1985 - Hammer House of Mystery and Suspence
- 1986 - Život s Lucy
- 1987 - Loď lásky
- 1988 - War and remembrance
- 1988 - 1990 - Nulová šance
- 1991 - The Golden Girls
- 1994 - 1991 - Biography
- 1995 - Burkeovo právo
- 1997 - 2007 - Sedmé nebe
- 1998 - The Angry Beavers
- 1999 - Diagnóza: Vražda
- 2001 - These Old Broads, House of Mouse
- 2005 - Dr. House
- 2006 - Minoriteam, Odložené případy
- 2007 - American Dad!